# Hjärtat av Guld
Hjärtat av Guld är ett fiktivt rymdskepp som bitvis har en bärande roll i boken Liftarens guide till galaxen.

## Stulet rymdskepp
Zaphod Beeblebrox, galaxens president, stjäl rymdskeppet då det premiärvisas. Skeppet framdrivs av en oändlig osannolikhet. Eller den "otroliga osannolikhetsdriften" som det heter på sina ställen i boken. Denna osannolikhetsdrift är så osannolik att Hjärtat av Guld passerar varje del av universum varje sekund.
Vissa hänvisningar för också tankarna till Satsen om oändligt många apor.

## Utseende
Hjärtat av Guld är så ytterst osannolikt att det ser ut som en jättelik vit sportsko. I filmen Liftarens guide till galaxen förvandlas skeppet till bland annat ett garnnystan.

## Skeppsdator
Hjärtat av Guld är utrustat med en talande dator, som heter Eddie. Eddie tycks ha vissa likheter med en annan rymdskeppsdator, HAL 9000. Ombord finns också talande dörrar och hissar, samt en automat som skapar den maträtt eller den dryck man för tillfället önskar. Arthur Dent låter denna automat framställa te och han får då en dryck som till färg och smak är nästan, men inte riktigt, helt och hållet olik te.